# Црква Светог пророка Илије у Јадранској Лешници
Црква Светог пророка Илије или Иверска црква у Јадранској Лешници, насељеном месту на територији града Лознице, подигнута је 1873. године. Припада Епархији шабачкој Српске православне цркве.
Усред зиме 2014. године цркву је ударио гром, после чега је уследила обнова, која и данас траје. Проглашена је за споменик културе Србије децембра 2022.

## Време пре почетка градње
Јадранска Лешница се налази на осам километара од варошице Лешнице у подножју планине Иверак, по чему је данашња црква добила и име „Иверска”. До подизања цркве мештани села су на богослужење ишли у цркве у Јаребицама и Недељицима. Заслугом Вићентија Старчевића, тадашњег председника општине, одлучено је да место за подизање храма буде у Јадранској Лешници, иако је било поборника да се она подиже у Јошави и Горњем Добрићу. За подизање цркве, као донацију, он је са мештанима села, поклонио сеоски забран површине 18 хектара. Поред овог прилога у трошковима подизања учествовали су и мештани села поред Јадранске Лешнице и Јошева, Каменице, Брњац, Милина, Брадић, Горњи Добрић и Доњи Добрић.

## Грађење цркве
Црква је грађена у периоду од 1870. до 1873. године и освештана исте године. Подигнута је у облику лађе са два кубета, где су у једном од њих постављена звона, којих је до 1914. године било три. Звона су крајем 1917. године скинуте од стране Аустроугара и однесена. Црква је изнутра била окречена, са иконостасом од дасака са иконама које су временом поклањали домаћини. Тек 1912. године, црква је изнутра офарбана и урађен иконостас у дрвету. Исте године урађена је кућа са пет просторија и порта засађена воћкама. Заслугом тадашњег свештеника Милорада Камењашевића, 1925. године, купљена су два звона. 

## Свештенство
У Летопису цркве су остали забележени свештеници који су служили у парохијама:
Свештеници јошевачке парохије:
- Алекса Павловић (1805—1865)
- Јован Павловић (1839—1894)
- Светозар М. Поповић (?—1903)
- Милорад Камењашевић (1877—1928)
- Леонид Костиљев, рус, службовао од 1928—1933.
- Миодраг Ђ. Пашагић, службовао од 1933—1935.
- Славољуб С. Ђукановић, службовао од 1933—1944.
- Јован Тошић, службовао од 1933—?
- Танасије Богић
- Војислав М. Марковић, службовао од 1945—1958
- Александар Ивковић
- Станко Кангрга
- Војислав Марковић
- Витомир Ковачевић
- Добривоје Кандић
- Милован Којић

Свештеници горњодобрићске парохије:
- Недељко Поповић, служио од 1852—1859.
- Зарија Лазаревић, служио од 1862—1864.
- Радосав А. Поповић, служио од 1865—1911.
- Ђорђе Хаџи Стевић, служио од 1912—1927.
- Радислав Ђ. Миливојевић, служио од 1927—?

## Страдање српске батерије у Великом рату
Један посебан догађај који је везан за цркву у Јадранској Лешници, догодио се на почетку Првог светског рата и за Битку на Церу, када је страдала артиљеријска батерија српске војске у околини цркве.
Наиме у повлачењу Аустро-угарске војске, после катастрофалног пораза, са планине Цер, српска батерија, састављена од војника из околине Лазаревца, требало је да се спусти на обронке Видојевице и да са Видојевице гађа непријатеља у повлачењу. Умор је био јачи и уместо да скрену на Видојевицу, где је било слободно и чисто, једна батерија од седамдесет два војника, упала је у заседу која је била на звонику цркве или у околини цркве, тако да од тих седамдесет два војника остао само један, који је се после скрасио у Француској. Војници су били сахрањени у порти цркве, до подизања Спомен костурнице на Церу, када су есхумирани и пренети у Текериш. Треба напоменути да овај догађај није нигде забележен, осим у сећањима мештана, који су тај догађај препричавали својим млађим. 
На самој цркви постојале су плоче војника, гранитне који су изгинули које куда по бојиштима, али њихова тела никада нису донета, па су зато њихова фамилије качала те плоче сећајући се на њих. Плоче са цркве поскидане 2014. године и постављене на један обелиск који се налази у порти, у виду српске војничке капе петроваче, или шајкаче. На том обелиску додата је и плоча за војнике из батерије који су ту изгинули у непосредној близини.